# Ali ibn Isa
Alī ibn ʿĪsā al-Asṭurlābī (in arabo علي بن عيسى‎?; fl. IX secolo) è stato un astronomo e geografo arabo del IX secolo.
Scrisse un trattato sull'astrolabio e fu un tenace avversario dell'astrologia. Durante il califfato di al-Maʾmūn, assieme a Khālid ibn ʿAbd al‐Malik al‐Marwarrūdhī, partecipò a una spedizione nella pianura del Sinjar per calcolare la lunghezza metrica di un grado di meridiano terrestre, e la circonferenza della Terra. Riuscì a determinarla, indicando come risultato delle sue misurazioni 40,248 km (o, secondo altre fonti, 41,436 km).